# Acushnet (Massachusetts)
Acushnet é uma cidade do Condado de Bristol, Massachusetts, Estados Unidos. Em 2018 tinha uma população de 10.483 pessoas de acordo com o censo.

## Geografia
Acushnet fica ao longo do rio Acushnet e seus afluentes, incluindo o rio Keene e o Riacho Squinn, que alimentam o Reservatório New Bedford, por sua vez alimentando o Acushnet. O rio Acushnet é a linha da cidade entre ele e New Bedford ao sul da Main Street. Há vários outros lagos na cidade, incluindo Hamlin's Mill Pond (ao longo do Acushnet), East Pond e uma parte da Lagoa Tinkham, que fica ao longo da linha da cidade de Mattapoisett. A cidade fica dentro da planície costeira, principalmente abaixo de 24 metros de altitude, com pontos mais altos ao redor de Mendon e Perry Hills no sudeste da cidade e na área de Sassaquin no canto noroeste da cidade, onde o ponto mais alto da cidade sobe ligeiramente acima de 49 metros acima do nível do mar. A maior parte da população da cidade fica ao longo da linha New Bedford, com a maior área sendo no canto sudoeste da cidade, perto da prefeitura.